# بادجر بوت
بادجر بوت وبيجون بوت تم العثور على الكهفين في تضاريس كارست على المنحدرات الشرقية لجبل كويلكاغ، جنوب منتزه فلورنسيكورت فورست، مقاطعة فيرماناغ، أيرلندا الشمالية.
أثبت تتبع الصبغة وجود رابط آخر تحت الأرض مع شانون بوت في مقاطعة كافان، مما يشير إلى أن الأخيرة ربما كانت تحتوي على مستجمعات مياه أكبر بكثير.

## للقراءة المتعمقة
- Jones، Gareth Ll.؛ Burns، Gaby؛ Fogg، Tim؛ Kelly، John (1997). The Caves of Fermanagh and Cavan (ط. 2nd). Lough Nilly Press. ISBN:0-9531602-0-3.